# Cratere Clytius
Clytius è un cratere sulla superficie di Febe.